# Hildreth Meière
Hildreth Meière (Nueva York, 1892-1961) fue una artista y diseñadora estadounidense activa en la primera mitad del siglo XX, especialmente en relación con la arquitectura art déco. Entre sus extensas obras se encuentran los dinámicos juegos de Danza, Drama y Canción en Radio City Music Hall, el ciclo de la Creación y las vidrieras en la Iglesia Episcopal de San Bartolomé (Manhattan), las suites iconográficas en el Capitolio del Estado de Nebraska y la Academia Nacional de Ciencias.

## Biografía
Después de estudiar en el Colegio Manhattanville  del Sagrado Corazón en Nueva York, Meiere estudió en Florencia. Al estudiar las obras de los Maestros Renacentistas, se cita que dijo: "Después de eso no podría estar satisfecho con nada menos que una gran pared para pintar. Solo tengo que ser un pintor de murales".
Continuó sus estudios en la Liga de estudiantes de arte de Nueva York, la Escuela de Bellas Artes de California, San Francisco (ahora San Francisco Art Institute), la Escuela del Instituto de Arte de Chicago, la Escuela de Diseño Aplicado de Nueva York para Mujeres y Bellas Artes Instituto de Diseño. Después de entrenar como cartógrafo, Meière sirvió a su país como dibujante en la Marina de los Estados Unidos durante la Primera Guerra Mundial.
Encontrar trabajo en un campo dominado por hombres fue difícil para ella, por lo que comenzó su carrera como diseñadora de vestuario para actrices de teatro, un campo más común para las mujeres de la época. En 1923 recibió el encargo de decorar la cúpula de la Academia Nacional de Ciencias en Washington D. C., por el arquitecto Bertram Grosvenor Goodhue. Meiere y el escultor Lee Lawrie se hicieron miembros de la 'compañía de repertorio' de artistas ensamblados por Goodhue, y ella vino a trabajar en muchos proyectos diferentes con él. Una de ellas, el Capitolio del estado de Nebraska en Lincoln, que comenzó antes de que se completara el domo NAS, se convirtió en su pieza de resistencia con ocho ejemplos diferentes de su trabajo.
Durante la exitosa carrera de Meiere, que abarcó 30 años y trabajó en más de 100 comisiones, se hizo famosa por contribuir mosaicos de arte públicos bien integrados a muchos edificios emblemáticos y está más estrechamente asociada con el movimiento art déco. Algunos de los mejores trabajos de Meiere son visibles en toda su ciudad natal de Manhattan, aunque según se informa, ella estaba más orgullosa de su trabajo en el Capitolio del estado de Nebraska.
Cuando estalló la Segunda Guerra Mundial, Meiere sirvió en el Comité Ciudadano para el Ejército y la Armada, proporcionando retablos portátiles para capellanes militares. Esta campaña creó más de 500 trípticos móviles de 4'x6 , 70 de su propio diseño que podrían usarse en campamentos base, acorazados y hospitales de todo el mundo. Ella enseñó primeros auxilios para la Cruz Roja después de que los EE. UU. entraran en la Segunda Guerra Mundial.

Cuando le preguntaron cómo decir su nombre, le dijo a The Literary Digest (que deletreara el nombre Meière) "Es de origen francés y lo pronuncio mee-AIR. La familia de mi padre anglicanizó la pronunciación a meer, pero siempre he usado la forma más apropiada".

## Organizaciones profesionales
En la autobiografía de Meiere, ella declara, "Habiendo comenzado en la cima de la Academia Nacional de Ciencias y el Capitolio del Estado de Nebraska, la larga lista de comisiones, más de un centenar, han venido por sí mismas. Durante los últimos treinta y cinco años me he mantenido en un gran estudio y me he apoyado en mi trabajo... He [también] estado activa en organizaciones profesionales, creyendo que les debemos algo de nuestro tiempo y energías ".
Su mérito artístico fue bien reconocido por sus compañeros, pero lo que hace que su carrera sea más notable fue la influencia pionera que tuvo como mujer en un momento en que los hombres dominaban todas las profesiones. Fue la primera mujer nombrada para la Comisión de Arte de la Ciudad de Nueva York, y ella fundó la Sociedad de Arte Litúrgico en su estudio de la calle 57 en Nueva York, sirviendo como primera presidente de la organización. Ella sirvió cuatro términos como Presidenta de la Sociedad Nacional de Pintores Murales; seis mandatos como Vicepresidenta Primera de la Liga de Arquitectura de Nueva York; Directora de la Sociedad de Arte Municipal; Director del Departamento de Pintura Mural en el Instituto de Diseño Beaux Arts; miembro del Architectural Guild of America; y miembro de la junta directiva de la Liga de estudiantes de arte de Nueva York, la Municipal Arts Society, la School Art League y el Advisory Committee de Cooper Union Art School, todos en Nueva York.

## Premios y reconocimiento
Su primer gran premio fue en reconocimiento por uno de sus primeros proyectos importantes. En 1928, seis años antes de que la Liga de Arquitectura de Nueva York admitiera miembros femeninos, la organización le otorgó a Meiere una medalla de oro en Mural Decoration por su trabajo en el Capitolio del estado de Nebraska.
El Departamento de Guerra de los Estados Unidos le otorgó un premio por el trabajo que hizo con el Comité de Ciudadanos para el Ejército y la Armada durante la Segunda Guerra Mundial. En 1956, se convirtió en la primera mujer en ganar la Medalla de Bellas Artes del Instituto Estadounidense de Arquitectos. Manhattanville College, alma mater de Meiere, le otorgó un doctorado honorario en 1953, y en 1959 la escuela presentó aquí un distinguido premio de servicio.

## Obras seleccionadas
- Mosaicos para la cúpula del Gran Salón de la Academia Nacional de Ciencias en Washington D. C. (con Goodhue)
- Arte extensivo de techo y cielo con temática de evolución dentro del Capitolio del Estado de Nebraska, Lincoln, Nebraska (con Goodhue)
- Piso de mosaicos en el Edificio de la Confianza de Baltimore , alrededor de 1929
- Mosaicos y cuatro vidrieras de vitrales para la iglesia de San Bartolomé, ciudad de Nueva York (con Goodhue)
- El arco de mosaico de 75 pies sobre el santuario y los mosaicos que rodean el arca de bronce en forma de Torá, para el Templo de 1930 Emanu-El, Nueva York, 1930
- Los tres rondeles metálicos llamados 'Song', 'Drama' y 'Dance' en la fachada de la calle 50 del edificio Radio City Music Hall en el Rockefeller Center en Manhattan, diseñado por Meiere con metalistería ejecutada por Oscar Bach
- También en el Rockefeller Center, la escultura de pared de 13 por 17 pies recientemente instalada en la explanada subterránea llamada 'Radio y televisión que abarca el mundo' inspirada en un dibujo de Meiere
- Trabajo de mosaico extensivo para la Red y Gold Banking Room en la planta baja del edificio Bank of New York (antes conocido como Irving Trust Company Building, también conocido como One Wall Street), ciudad de Nueva York (cubierta)
- 1933 Chicago World's Fair Century of Progress, 60 'long x 8 'alto mural pintado llamado Un Siglo del Progreso de la Mujer a través de la Organización para el Consejo Nacional para la Exhibición de Mujeres en el Edificio de Ciencias Sociales
- Catedral Nacional de Washington, 'El Cristo Resucitado' en la Capilla de la Resurrección en Washington D. C.
- SS Estados Unidos, en general consultor de arte (con Austin Purves, Jr.); Cabin Class Lounge, Mapa del Misisipi en gesso y hoja de metal, 1952
- Mosaicos en la Catedral Basílica de Saint Louis (Catedral Nueva), San Luis, Misuri, uno de los 20 artistas dedicados a ensamblar la mayor colección de mosaicos en el mundo
- Retablo pintado, tallado y dorado en St. John's, Beverly Farms, Massachusetts
- Mosaico de 'Cristo el Juez' en el Seminario de la Inmaculada Concepción en Huntington, NY, como el retablo en la capilla de la Cripta del Obispo
- Mosaicos de vidrio detrás del altar en St. Aloysius  Church [Católica], Detroit, MI

## Libros
- Walls Speak: The Narrative Art of Hildreth Meiere, por Catherine Coleman Brawer, editado por Elaine Banks Stainton, ilustrado por Hildreth Meiere Dunn, Universidad de St. Bonaventure, distribuido por Franciscan Institute Publications, 2009.ISBN 978-1-935314-00-4
- El Arte Deco Murals de Hildreth Meiere, por Catherine Coleman Brawer, Kathleen Murphy Skolnik. Nueva York, NY: Ediciones Andrea Monfried, 2014. ISBN 978-0991026302